# آليكسندر نوكس
آليكسندر نوكس (بالإنجليزية: Alexander Knox)‏ (مواليد 16 يناير 1907 - الوفاة 25 أبريل 1995) هو ممثل كندي بدأ مسيرته الفنية عام 1931. كما أنه من الفائزين بجائزة غولدن غلوب.

## روابط خارجية
- آليكسندر نوكس على موقع IMDb (الإنجليزية)
- آليكسندر نوكس على موقع ألو سيني (الفرنسية)
- آليكسندر نوكس على موقع تيرنر كلاسيك موفيز (الإنجليزية)
- آليكسندر نوكس على موقع أول موفي (الإنجليزية)
- آليكسندر نوكس على موقع قاعدة بيانات برودواي على الإنترنت (الإنجليزية)
- آليكسندر نوكس على موقع قاعدة بيانات الأفلام السويدية (السويدية)
- آليكسندر نوكس على موقع إن إن دي بي (الإنجليزية)
- آليكسندر نوكس على موقع قاعدة بيانات الفيلم (الإنجليزية)
- آليكسندر نوكس على موقع كينوبويسك (الروسية)